# Montenegró a 2012. évi nyári olimpiai játékokon
Montenegró a nagy-britanniai Londonban megrendezett 2012. évi nyári olimpiai játékok egyik részt vevő nemzete volt. Az országot az olimpián 7 sportágban 34 sportoló képviselte, akik összesen 1 érmet szereztek. Montenegró első érmét szerezte az olimpiai játékokon történetében.

## Érmesek
| Érem  | Versenyző | Sportág   | Versenyszám |
| ----- | --- | --------- | ----------- |
| Ezüst | Sonja Barjaktarović Anđela Bulatović Katarina Bulatović Ana Đokić Marija Jovanović Milena Knežević Suzana Lazović Majda Mehmedović Radmila Miljanić Bojana Popović Jovanka Radičević Ana Radović Maja Savić Marina Vukčević | Kézilabda | Női         |

## Atlétika
Férfi
| Versenyző       | Versenyszám   | Selejtező | Selejtező | Döntő    | Döntő    |
| Versenyző       | Versenyszám   | Eredmény  | Helyezés  | Eredmény | Helyezés |
| --------------- | ------------- | --------- | --------- | -------- | -------- |
| Danijel Furtula | Diszkoszvetés | 57,48 m   | 38.       | kiesett  | kiesett  |

Női
| Versenyző         | Versenyszám | Eredmény | Helyezés |
| ----------------- | ----------- | -------- | -------- |
| Slađana Perunović | Maraton     | 2:39:07  | 77.      |

## Cselgáncs
Férfi
| Versenyző        | Versenyszám | Selejtező         | 32-es főtábla                        | Nyolcaddöntő                                 | Negyeddöntő       | Elődöntő          | Vigaszág elődöntő | Bronz- mérkőzés   | Döntő             | Helyezés |
| Versenyző        | Versenyszám | Ellenfél Eredmény | Ellenfél Eredmény                    | Ellenfél Eredmény                            | Ellenfél Eredmény | Ellenfél Eredmény | Ellenfél Eredmény | Ellenfél Eredmény | Ellenfél Eredmény | Helyezés |
| ---------------- | ----------- | ----------------- | ------------------------------------ | -------------------------------------------- | ----------------- | ----------------- | ----------------- | ----------------- | ----------------- | -------- |
| Srđan Mrvaljević | Váltósúly   | erőnyerő          | Josateki Naulu (FIJ) · 011(1)–000(3) | Antoine Valois-Fortier (CAN) · 001(1)–011(2) |                   |                   | kiesett           | kiesett           | kiesett           | 9.       |

## Kézilabda

### Női
| Montenegrói női kézilabdacsapat-játékoskeret                                                                                    | Montenegrói női kézilabdacsapat-játékoskeret                                                                            |
| --- | --- |
| - Sonja Barjaktarović - Anđela Bulatović - Katarina Bulatović - Ana Đokić - Marija Jovanović - Milena Knežević - Suzana Lazović | - Majda Mehmedović - Radmila Miljanić - Bojana Popović - Jovanka Radičević - Ana Radović - Maja Savić - Marina Vukčević |

#### Eredmények
Csoportkör
A csoport
| Csapat               | M | Gy | D | V | G+  | G–  | Gk  | P |
| -------------------- | - | -- | - | - | --- | --- | --- | - |
| Brazília (BRA)       | 5 | 4  | 0 | 1 | 137 | 122 | +15 | 8 |
| Horvátország (CRO)   | 5 | 4  | 0 | 1 | 145 | 115 | +30 | 8 |
| Oroszország (RUS)    | 5 | 3  | 1 | 1 | 151 | 125 | +26 | 7 |
| Montenegró (MNE)     | 5 | 2  | 1 | 2 | 137 | 123 | +14 | 5 |
| Angola (ANG)         | 5 | 1  | 0 | 4 | 132 | 142 | −10 | 2 |
| Nagy-Britannia (GBR) | 5 | 0  | 0 | 5 | 91  | 166 | −75 | 0 |

| 2012. július 28. 19:30 (20:30) | Montenegró (MNE) | 31–19       | Nagy-Britannia (GBR) | Copper Box, London Nézőszám: 3941 Játékvezetők: Duţă, Florescu (ROU) |
| 2012. július 28. 19:30 (20:30) | A. Bulatović 5   | (18–12)     | Gerbron 6            | Copper Box, London Nézőszám: 3941 Játékvezetők: Duţă, Florescu (ROU) |
| 2012. július 28. 19:30 (20:30) | 4× 3×            | Jegyzőkönyv | 5× 3×                | Copper Box, London Nézőszám: 3941 Játékvezetők: Duţă, Florescu (ROU) |

| 2012. július 30. 19:30 (20:30) | Brazília (BRA) | 27–25       | Montenegró (MNE) | Copper Box, London Nézőszám: 3974 Játékvezetők: Olesen, Pedersen (DEN) |
| 2012. július 30. 19:30 (20:30) | Nascimento 8   | (15–16)     | K. Bulatović 5   | Copper Box, London Nézőszám: 3974 Játékvezetők: Olesen, Pedersen (DEN) |
| 2012. július 30. 19:30 (20:30) | 4× 3× 1×       | Jegyzőkönyv | 7× 3× 1×         | Copper Box, London Nézőszám: 3974 Játékvezetők: Olesen, Pedersen (DEN) |

| 2012. augusztus 1. 11:15 (12:15) | Montenegró (MNE)        | 30–25       | Angola (ANG) | Copper Box, London Nézőszám: 4354 Játékvezetők: Abdulla, Bamutref (QAT) |
| 2012. augusztus 1. 11:15 (12:15) | Popović, K. Bulatović 6 | (13–14)     | Carlos 7     | Copper Box, London Nézőszám: 4354 Játékvezetők: Abdulla, Bamutref (QAT) |
| 2012. augusztus 1. 11:15 (12:15) | 3× 3×                   | Jegyzőkönyv | 3× 3×        | Copper Box, London Nézőszám: 4354 Játékvezetők: Abdulla, Bamutref (QAT) |

| 2012. augusztus 3. 14:30 (15:30) | Horvátország (CRO) | 27–26       | Montenegró (MNE) | Copper Box, London Nézőszám: 4541 Játékvezetők: Lopez, Sabroso (ESP) |
| 2012. augusztus 3. 14:30 (15:30) | Penezić 9          | (12–12)     | Popović 10       | Copper Box, London Nézőszám: 4541 Játékvezetők: Lopez, Sabroso (ESP) |
| 2012. augusztus 3. 14:30 (15:30) | 5× 3×              | Jegyzőkönyv | 4× 2×            | Copper Box, London Nézőszám: 4541 Játékvezetők: Lopez, Sabroso (ESP) |

| 2012. augusztus 5. 14:30 (15:30) | Montenegró (MNE) | 25–25       | Oroszország (RUS) | Copper Box, London Nézőszám: 4444 Játékvezetők: Abrahamsen, Kristiansen (NOR) |
| 2012. augusztus 5. 14:30 (15:30) | K. Bulatović 7   | (15–16)     | három játékos 4   | Copper Box, London Nézőszám: 4444 Játékvezetők: Abrahamsen, Kristiansen (NOR) |
| 2012. augusztus 5. 14:30 (15:30) | 6× 2×            | Jegyzőkönyv | 8× 2× 1×          | Copper Box, London Nézőszám: 4444 Játékvezetők: Abrahamsen, Kristiansen (NOR) |

Negyeddöntők
| 2012. augusztus 7. 20:30 (21:30) | Franciaország (FRA) | 22–23       | Montenegró (MNE)        | Copper Box, London Nézőszám: 4559 Játékvezetők: Olesen, Pedersen (DEN) |
| 2012. augusztus 7. 20:30 (21:30) | Signaté 5           | (13–13)     | Popović, K. Bulatović 6 | Copper Box, London Nézőszám: 4559 Játékvezetők: Olesen, Pedersen (DEN) |
| 2012. augusztus 7. 20:30 (21:30) | 2× 3×               | Jegyzőkönyv | 3× 4×                   | Copper Box, London Nézőszám: 4559 Játékvezetők: Olesen, Pedersen (DEN) |

Elődöntők
| 2012. augusztus 9. 20:30 (21:30) | Spanyolország (ESP) | 26–27       | Montenegró (MNE) | Basketball Arena, London Nézőszám: 9087 Játékvezetők: Krstić, Ljubić (SLO) |
| 2012. augusztus 9. 20:30 (21:30) | Alberto 6           | (13–13)     | K. Bulatović 9   | Basketball Arena, London Nézőszám: 9087 Játékvezetők: Krstić, Ljubić (SLO) |
| 2012. augusztus 9. 20:30 (21:30) | 1× 2×               | Jegyzőkönyv | 4× 3×            | Basketball Arena, London Nézőszám: 9087 Játékvezetők: Krstić, Ljubić (SLO) |

Döntő
| 2012. augusztus 11. 20:30 (21:30) | Norvégia (NOR) | 26–23       | Montenegró (MNE) | Basketball Arena, London Nézőszám: 9739 Játékvezetők: C. Bonaventura, J. Bonaventura (FRA) |
| 2012. augusztus 11. 20:30 (21:30) | Sulland 10     | (13–10)     | K. Bulatović 10  | Basketball Arena, London Nézőszám: 9739 Játékvezetők: C. Bonaventura, J. Bonaventura (FRA) |
| 2012. augusztus 11. 20:30 (21:30) | 3× 3×          | Jegyzőkönyv | 6× 3× 1×         | Basketball Arena, London Nézőszám: 9739 Játékvezetők: C. Bonaventura, J. Bonaventura (FRA) |

| Csapat           | Helyezés |
| ---------------- | -------- |
| Montenegró (MNE) |          |

## Ökölvívás
Férfi
| Versenyző       | Versenyszám  | Selejtező                 | Nyolcaddöntő      | Negyeddöntő       | Elődöntő          | Döntő             | Helyezés |
| Versenyző       | Versenyszám  | Ellenfél Eredmény         | Ellenfél Eredmény | Ellenfél Eredmény | Ellenfél Eredmény | Ellenfél Eredmény | Helyezés |
| --------------- | ------------ | ------------------------- | ----------------- | ----------------- | ----------------- | ----------------- | -------- |
| Boško Drašković | Félnehézsúly | Osmar Bravo (NCA) · 11–16 | kiesett           | kiesett           | kiesett           | kiesett           | 17.      |

## Sportlövészet
Férfi
| Versenyző        | Versenyszám    | Selejtező | Selejtező | Döntő   | Döntő    |
| Versenyző        | Versenyszám    | Pont      | Helyezés  | Pont    | Helyezés |
| ---------------- | -------------- | --------- | --------- | ------- | -------- |
| Nikola Šaranović | Légpisztoly    | 565       | 41.       | kiesett | kiesett  |
| Nikola Šaranović | Szabadpisztoly | 524       | 38.       | kiesett | kiesett  |

## Vitorlázás
Férfi
| Versenyző     | Versenyszám | Futam | Futam | Futam | Futam | Futam | Futam | Futam | Futam | Futam | Futam | Futam   | Pontszám | Helyezés |
| Versenyző     | Versenyszám | 1     | 2     | 3     | 4     | 5     | 6     | 7     | 8     | 9     | 10    | É       | Pontszám | Helyezés |
| ------------- | ----------- | ----- | ----- | ----- | ----- | ----- | ----- | ----- | ----- | ----- | ----- | ------- | -------- | -------- |
| Milivoj Dukić | Laser       | 26    | 33    | 35    | 32    | 22    | 30    | 24    | (38)  | 23    | 24    | kiesett | 249      | 30.      |

## Vízilabda

### Férfi
| Montenegrói férfi vízilabdacsapat-játékoskeret                                                                                 | Montenegrói férfi vízilabdacsapat-játékoskeret                                                                 |
| --- | --- |
| - Draško Brguljan - Dragan Drašković - Vladimir Gojković - Aleksandar Ivović - Mlađan Janović - Nikola Janović - Predrag Jokić | - Vjekoslav Pasković - Antonio Petrović - Aleksandar Radović - Miloš Šćepanović - Denis Šefik - Boris Zloković |

#### Eredmények
Csoportkör
B csoport
| Csapat                 | M | Gy | D | V | G+ | G– | Gk  | P |
| ---------------------- | - | -- | - | - | -- | -- | --- | - |
| Szerbia (SRB)          | 5 | 4  | 1 | 0 | 69 | 38 | +31 | 9 |
| Montenegró (MNE)       | 5 | 3  | 1 | 1 | 54 | 41 | +13 | 7 |
| Magyarország (HUN)     | 5 | 3  | 0 | 2 | 65 | 52 | +13 | 6 |
| Egyesült Államok (USA) | 5 | 3  | 0 | 2 | 43 | 44 | −1  | 6 |
| Románia (ROU)          | 5 | 1  | 0 | 4 | 48 | 55 | −7  | 2 |
| Nagy-Britannia (GBR)   | 5 | 0  | 0 | 5 | 28 | 77 | −49 | 0 |

| 2012. július 29. 19:40 (20:40) | Montenegró (MNE)     | 7–8         | Egyesült Államok (USA) | Water Polo Arena, London Játékvezetők: Georgios Stavridis (GRE), Daniel Flahive (AUS) |
| 2012. július 29. 19:40 (20:40) | (1–1, 1–3, 2–2, 3–2) |             |                        | Water Polo Arena, London Játékvezetők: Georgios Stavridis (GRE), Daniel Flahive (AUS) |
| 2012. július 29. 19:40 (20:40) | Ivović 3             | Jegyzőkönyv | Varellas 3             | Water Polo Arena, London Játékvezetők: Georgios Stavridis (GRE), Daniel Flahive (AUS) |

| 2012. július 31. 10:00 (11:00) | Magyarország (HUN)   | 10–11       | Montenegró (MNE) | Water Polo Arena, London Játékvezetők: Sergi Sanchez (ESP), Daniel Flahive (AUS) |
| 2012. július 31. 10:00 (11:00) | (2–2, 3–4, 3–3, 2–2) |             |                  | Water Polo Arena, London Játékvezetők: Sergi Sanchez (ESP), Daniel Flahive (AUS) |
| 2012. július 31. 10:00 (11:00) | Biros 3              | Jegyzőkönyv | Brguljan 3       | Water Polo Arena, London Játékvezetők: Sergi Sanchez (ESP), Daniel Flahive (AUS) |

| 2012. augusztus 2. 14:10 (15:10) | Montenegró (MNE)     | 11–11       | Szerbia (SRB) | Water Polo Arena, London Játékvezetők: Georgios Stavridis (GRE), Massimiliano Caputi (ITA) |
| 2012. augusztus 2. 14:10 (15:10) | (1–3, 2–1, 5–4, 3–3) |             |               | Water Polo Arena, London Játékvezetők: Georgios Stavridis (GRE), Massimiliano Caputi (ITA) |
| 2012. augusztus 2. 14:10 (15:10) | Ivović 3             | Jegyzőkönyv | Prlainović 5  | Water Polo Arena, London Játékvezetők: Georgios Stavridis (GRE), Massimiliano Caputi (ITA) |

| 2012. augusztus 4. 10:00 (11:00) | Montenegró (MNE)     | 12–8        | Románia (ROU) | Water Polo Arena, London Játékvezetők: Daniel Flahive (AUS), Alan Balfanbayev (KAZ) |
| 2012. augusztus 4. 10:00 (11:00) | (3–1, 2–1, 3–2, 4–4) |             |               | Water Polo Arena, London Játékvezetők: Daniel Flahive (AUS), Alan Balfanbayev (KAZ) |
| 2012. augusztus 4. 10:00 (11:00) | Ivović 3             | Jegyzőkönyv | Diaconu 3     | Water Polo Arena, London Játékvezetők: Daniel Flahive (AUS), Alan Balfanbayev (KAZ) |

| 2012. augusztus 6. 18:20 (19:20) | Nagy-Britannia (GBR) | 4–13        | Montenegró (MNE) | Water Polo Arena, London Játékvezetők: Ni Shiwei (CHN), Makita Kazuhiko (JPN) |
| 2012. augusztus 6. 18:20 (19:20) | (1–4, 2–4, 1–2, 0–3) |             |                  | Water Polo Arena, London Játékvezetők: Ni Shiwei (CHN), Makita Kazuhiko (JPN) |
| 2012. augusztus 6. 18:20 (19:20) | négy játékos 1       | Jegyzőkönyv | Zloković 3       | Water Polo Arena, London Játékvezetők: Ni Shiwei (CHN), Makita Kazuhiko (JPN) |

Negyeddöntő
| 2012. augusztus 8. 14:30 (15:30) | Spanyolország (ESP)  | 9–11        | Montenegró (MNE) | Water Polo Arena, London Játékvezetők: Adrian Alexandrescu (ROU), Ulrich Spiegel (GER) |
| 2012. augusztus 8. 14:30 (15:30) | (4–4, 1–3, 1–3, 3–1) |             |                  | Water Polo Arena, London Játékvezetők: Adrian Alexandrescu (ROU), Ulrich Spiegel (GER) |
| 2012. augusztus 8. 14:30 (15:30) | Vallès, Minguell 2   | Jegyzőkönyv | Zloković 4       | Water Polo Arena, London Játékvezetők: Adrian Alexandrescu (ROU), Ulrich Spiegel (GER) |

Elődöntő
| 2012. augusztus 10. 15:40 (16:40) | Horvátország (CRO)   | 7–5         | Montenegró (MNE)   | Water Polo Arena, London Játékvezetők: Daniel Flahive (AUS), Georgios Stavridis (GRE) |
| 2012. augusztus 10. 15:40 (16:40) | (3–1, 2–0, 2–2, 0–2) |             |                    | Water Polo Arena, London Játékvezetők: Daniel Flahive (AUS), Georgios Stavridis (GRE) |
| 2012. augusztus 10. 15:40 (16:40) | Sukno 2              | Jegyzőkönyv | Ivović, Gojković 2 | Water Polo Arena, London Játékvezetők: Daniel Flahive (AUS), Georgios Stavridis (GRE) |

Bronzmérkőzés
| 2012. augusztus 12. 14:30 (15:30) | Montenegró (MNE)     | 11–12       | Szerbia (SRB) | Water Polo Arena, London Játékvezetők: Massimiliano Caputi (ITA), Georgios Stavridis (GRE) |
| 2012. augusztus 12. 14:30 (15:30) | (2–3, 3–1, 5–4, 1–4) |             |               | Water Polo Arena, London Játékvezetők: Massimiliano Caputi (ITA), Georgios Stavridis (GRE) |
| 2012. augusztus 12. 14:30 (15:30) | Ivović 3             | Jegyzőkönyv | Filipović 3   | Water Polo Arena, London Játékvezetők: Massimiliano Caputi (ITA), Georgios Stavridis (GRE) |

| Csapat           | Helyezés |
| ---------------- | -------- |
| Montenegró (MNE) | 4.       |